# 伊万·伊里奇 (奥地利哲学家)
伊万·多明尼克·伊里奇（德語：Ivan Dominic Illich；1926年9月4日—2002年12月2日），奥地利克罗地亚裔哲学家、罗马天主教神父。他是现代西方文化制度的批评者，包括当代教育、医疗、工作、能源使用、交通和经济发展各方面。 伊万·伊里奇1971年出版的 《去学校化社会》（Deschooling Society）一书引起了公众关注。该书是对强制性的义务教育的突破性批评。他认为，学校制度的压迫性结构无法改革，必须废除，以便使人类摆脱终身制度化的破坏性影响。

## 生平
1926年9月4日，伊万·伊里奇出生于奥地利首都维也纳，父亲是克罗地亚人，母亲是塞法迪犹太人。外祖母来自美國德克萨斯州。伊里奇会流利地说意大利语、西班牙语、法语和德语，后来他又学习克罗地亚语（祖父的语言）、古希腊语、拉丁语，以及葡萄牙语、印地语、英语和其他语言。他在意大利佛罗伦萨大学学习组织学和晶体学，在罗马宗座额我略大学学习神学和哲学（1942至1946年），在奥地利萨尔茨堡大學学习中世纪历史。